# Småtugg
Småtugg (orig. The Midnight Snack) är den andra kortfilmen i filmserien om Tom och Jerry. Filmen är 8 minuter och 15 sekunder lång och premiärvisades den 19 juli 1941.

## Handling
Jerry går ut till kylskåpet mitt i natten, men vet inte att Tom bevakar honom. Tom visar sin svarta matte (orig. Mammy Two Shoes) Jerry, och köket förvandlas till ett krigsfält. 
Jerry sabbar allt för Tom, Toms matte blir så arg på Tom att hon slår honom tre gånger, och tvingar ut honom i huset - igen, medan Jerry nöjt ser på, och äter osten under kylskåpet, där ingen kan se honom äta den.